# الهورة (الرقة)
الهورة قرية سورية تتبع ناحية المنصورة في منطقة الثورة في محافظة الرقة. بلغ عدد سكانها 1694 نسمة في عام 2004 حسب إحصاء المكتب المركزي للإحصاء.